# スカイ航空・ペルー
スカイ航空・ペルー（SKY Airline Peru）は、ペルーの首都リマを拠点とする格安航空会社。チリのスカイ航空の子会社である。
機材はエアバスA320neoを使用している。